# Baniou
Le Baniou, est un cours d'eau qui traverse les départements des Pyrénées-Atlantiques et des Landes.
Il prend sa source sur la commune de Came (Pyrénées-Atlantiques) et se jette dans le gave de Pau à Cauneille (Landes).

## Affluents
- ruisseau Lagabotte
- ruisseau de Labarthe
- ruisseau le Bousquet
- ruisseau l'Arrouyous
- ruisseau de Marmande

## Départements et communes traversés
Pyrénées-Atlantiques
- Arancou
- Came
- Labastide-Villefranche
- Léren
- Saint-Pé-de-Léren

Landes
- Cauneille
- Sorde-l'Abbaye